# The Black Parade Is Dead!
The Black Parade Is Dead! är en CD/DVD från My Chemical Romance. Det är bandets andra livealbum, och släpptes 1 juli, 2008. DVD:n innehåller My Chemical Romances sista framträdande som "The Black Parade" från Palacio de los Deportes i Mexico City, Mexiko, den 7 oktober, 2007 och som "My Chemical Romance" från Maxwell's i Hoboken, New Jersey, den 24 oktober, 2007. Audiolåtar av uppträdandena från Palacio de los Deportes kommer finns tillgängliga på en CD. ...

## Låtlista

### CD
Från Palacio de los Deportes i Mexico City, Mexiko, den 7 oktober, 2007
1. "The End"
2. "Dead!"
3. "This is How I Disappear"
4. "The Sharpest Lives"
5. "Welcome to the Black Parade"
6. "I Don't Love You"
7. "House of Wolves"
8. "Interlude"
9. "Cancer"
10. "Mama"
11. "Sleep"
12. "Teenagers"
13. "The Black Parade Is Dead"
14. "Disenchanted"
15. "Famous Last Words"
16. "Blood"

### DVD
Från Palacio de los Deportes i Mexico City, Mexiko, den 7 oktober 2007
1. "The End"
2. "Dead!"
3. "This is How I Disappear"
4. "The Sharpest Lives"
5. "Welcome to the Black Parade"
6. "I Don't Love You"
7. "House of Wolves"
8. "Interlude"
9. "Cancer"
10. "Mama"
11. "Sleep"
12. "Teenagers"
13. "The Black Parade Is Dead"
14. "Disenchanted"
15. "Famous Last Words"
16. "Blood"

Från Maxwell's i Hoboken, New Jersey, den 24 oktober, 2007
1. "Welcome to the Black Parade"
2. "Thank You for the Venom"
3. "Dead!"
4. "The Sharpest Lives"
5. "This Is How I Disappear"
6. "Teenagers"
7. "I'm Not OK"
8. "You Know What They Do to Guys Like Us in Prison"
9. "Famous Last Words"
10. "Give 'Em Hell, Kid"
11. "House of Wolves"
12. "It's Not a Fashion Statement, It's a Fucking Death Wish"
13. "I Don't Love You"
14. "Untitled"
15. "Mama"
16. "Helena"
17. "Cancer"